# Vịnh Gaeta

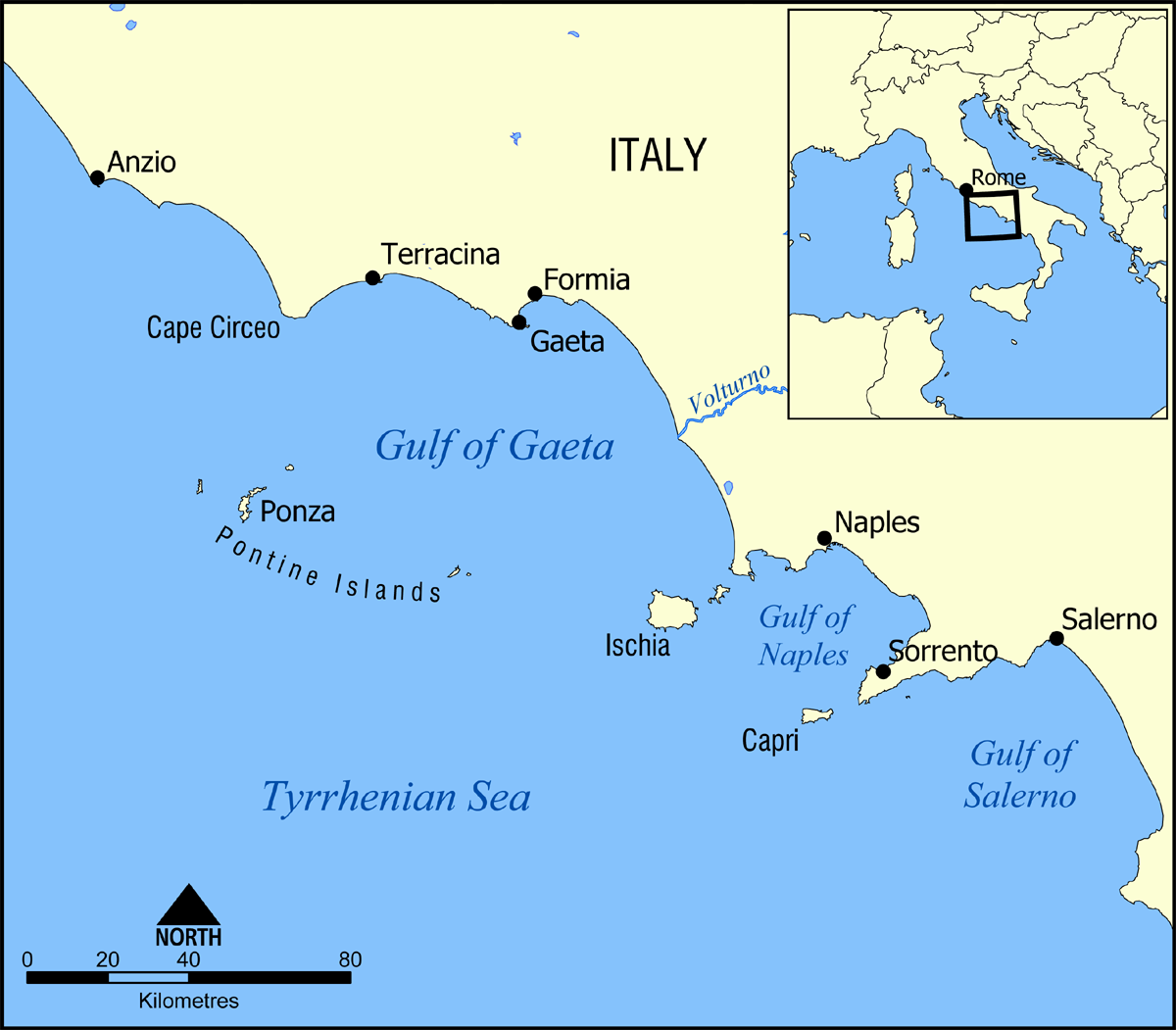
Bản đồ vị trí vịnh Gaeta

Vịnh Gaeta là một vịnh trong biển Tyrrhenus, ở ngoài bờ phía tây của Ý. Vịnh này giáp ranh với Cape Circeo ở phía bắc, đảo Ischia và Vịnh Napoli ở phía nam, và Quần đảo Pontine ở phía tây.
Vịnh được gọi theo tên của thành phố Gaeta gần bên. Sông Volturno là sông chính chảy vào vịnh này.
Vịnh Gaeta từng là căn cứ của NATO từ năm 1967 tới năm 2006, và là căn cứ của soái hạm của Hạm đội 6 (Đệ lục hạm đội) của Hoa Kỳ.